# Parc du boulevard Langelier
Le parc du boulevard Langelier est une allée d'environ 0,6 kilomètre agissant comme terre-plein central du boulevard Langelier, dans l'arrondissement La Cité-Limoilou à Québec au Canada. Le parc constitue la délimitation entre les quartiers de Saint-Sauveur et de Saint-Roch. À son extrémité nord, on retrouve l'Hôpital général de Québec, fondé en 1692 par Jean-Baptiste de Saint-Vallier.

## Historique
En 1792, la limite occidentale de la ville de Québec est fixée sur une ligne correspondant à l'emplacement actuel du boulevard Langelier. Cette limite constitue à l'époque une frontière géographique traçant les limites du faubourg Saint-Roch et soustrayant Saint-Sauveur à la réglementation de la ville.
En 1866, survient un incendie qui détruit près de 2 500 maisons dans les quartiers ouvriers de la basse-ville de Québec. Pour empêcher qu'un autre brasier ne se propage aussi facilement d'un quartier à l'autre, cette voie est aménagée en pare-feu. Sa largeur passe de 9 à 30 mètres.
En 1885, le boulevard Langelier est divisé en deux voies par un terre-plein central bordé par une rangée d'ormes d'Amérique.
|  |  |

## Mémorial des pompiers
Au parc Langelier, en 2016, la Ville a inauguré le Mémorial des pompiers. « Ce lieu de mémoire est désormais dédié aux pompiers décédés en service, ainsi qu’aux incendies qui ont marqué l’histoire de la ville. » 
A été intégrée au Mémorial des pompiers, placée au sommet d'une colonne : Mission accomplie, une sculpture réalisée par Truong Chanh Trung en 2005 à l'occasion des Jeux mondiaux des policiers et pompiers.

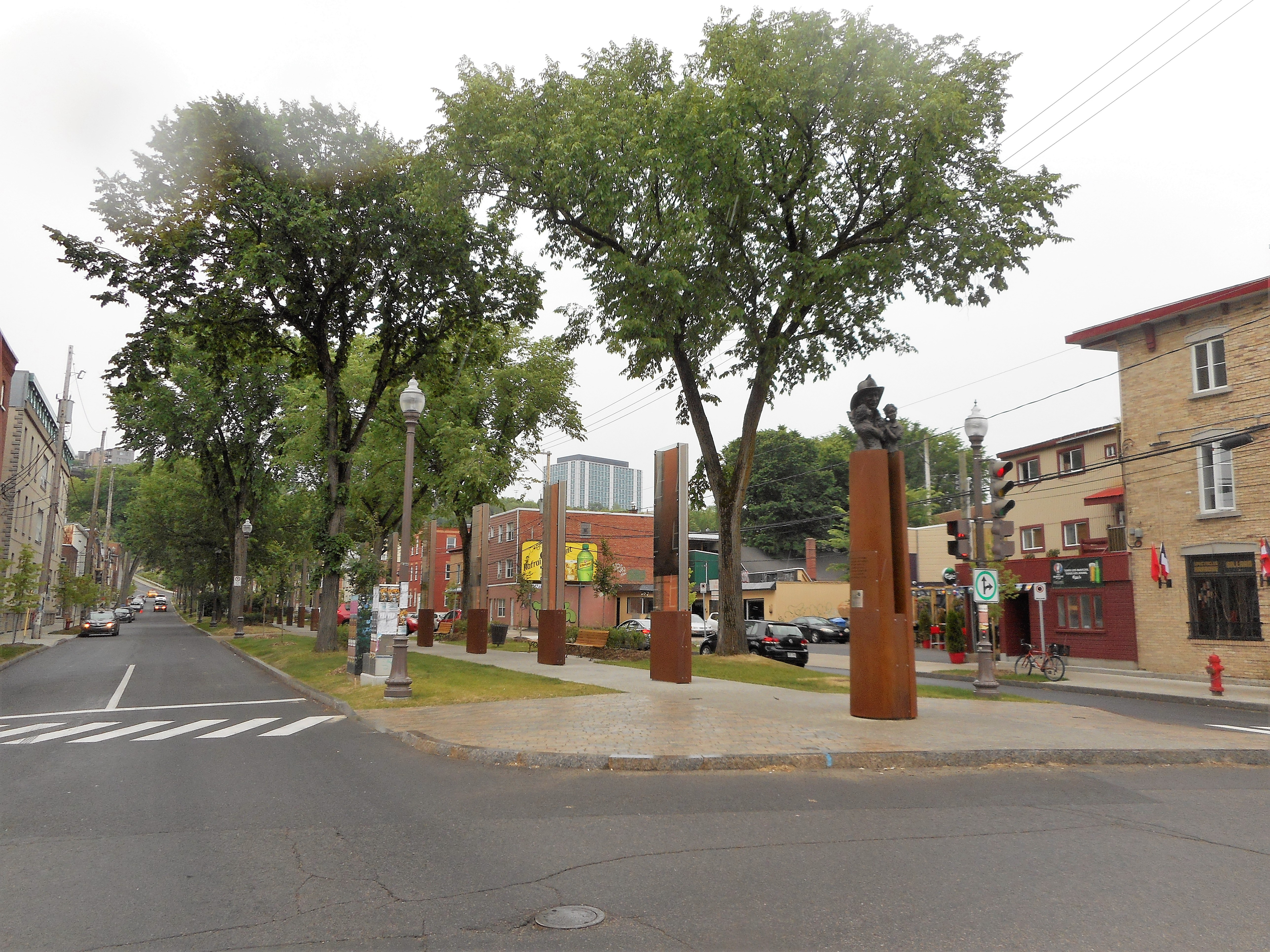
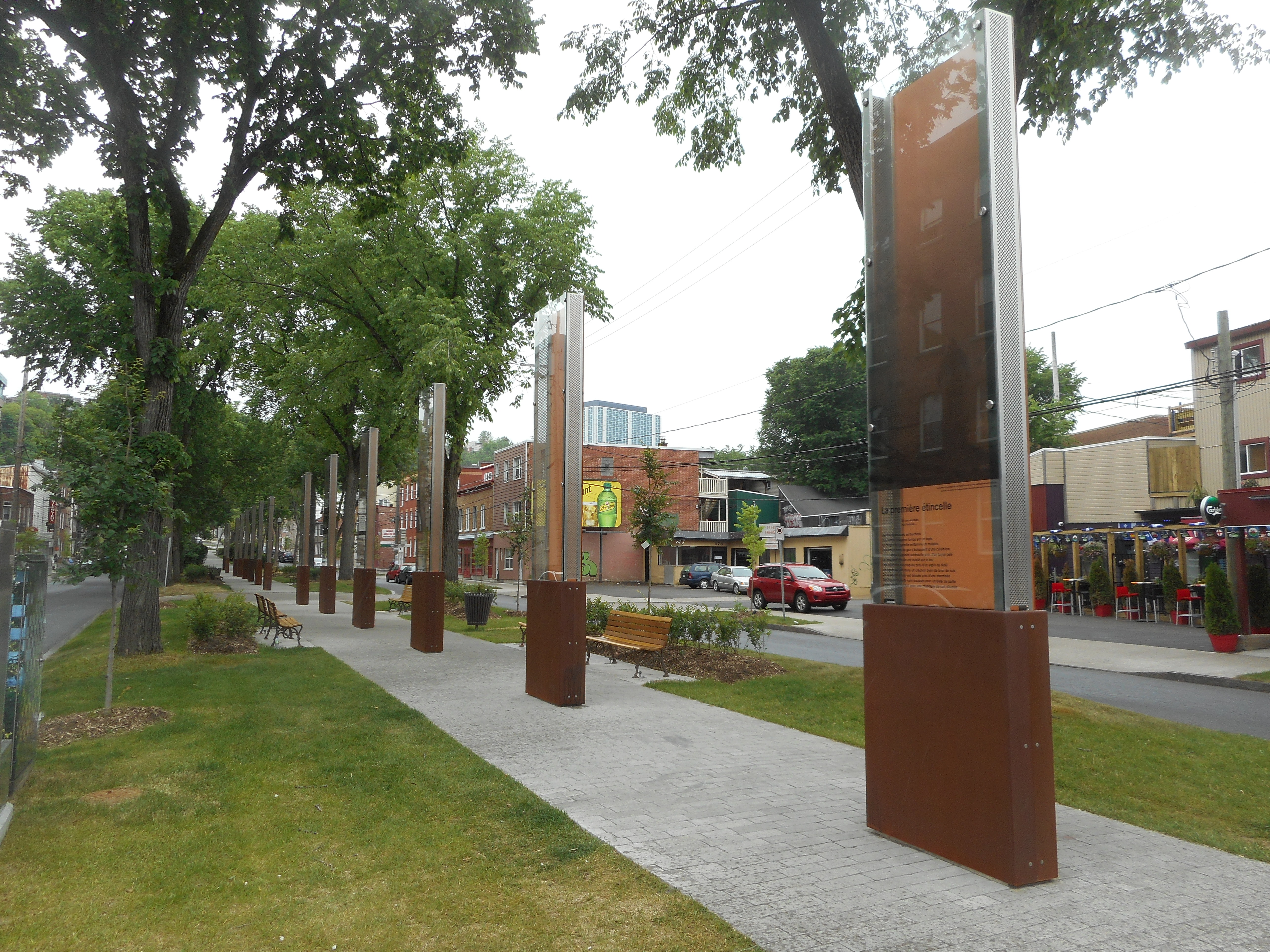
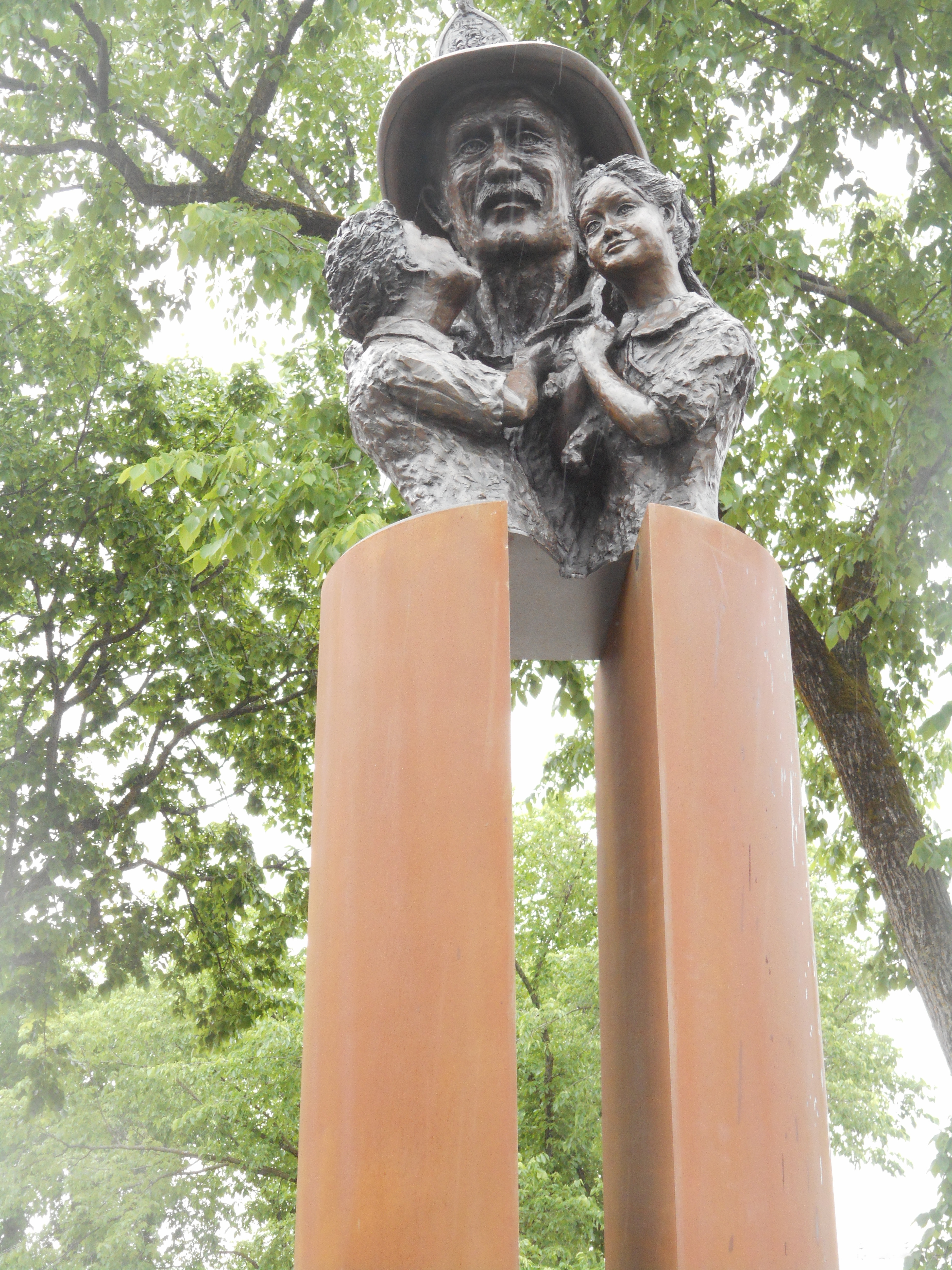

## Autour du parc
- Statue de Sir Wilfrid Laurier
- Moulin à vent de l'Hôpital-Général-de-Québec
- Hôpital général de Québec
- Ancienne école technique de Québec

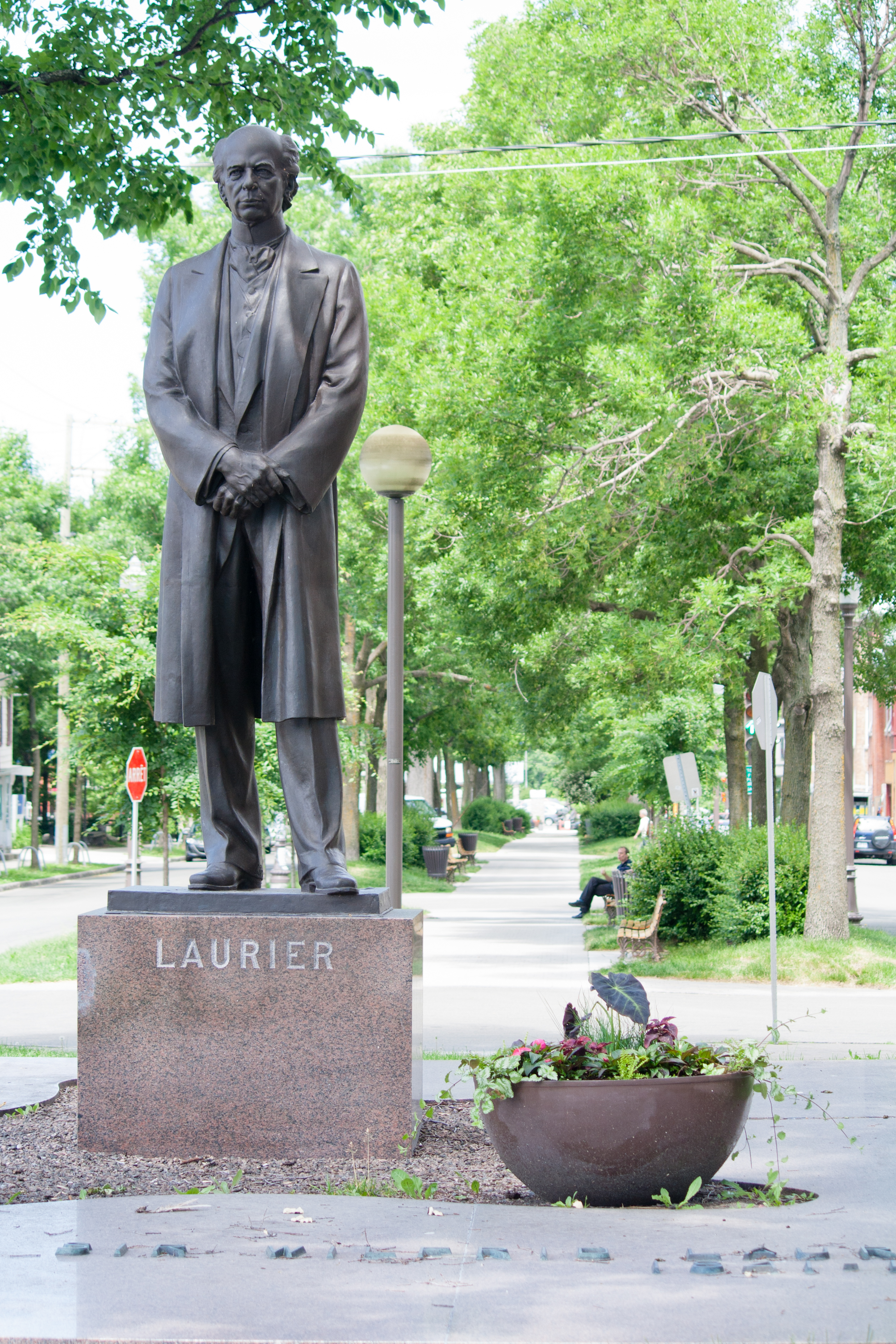
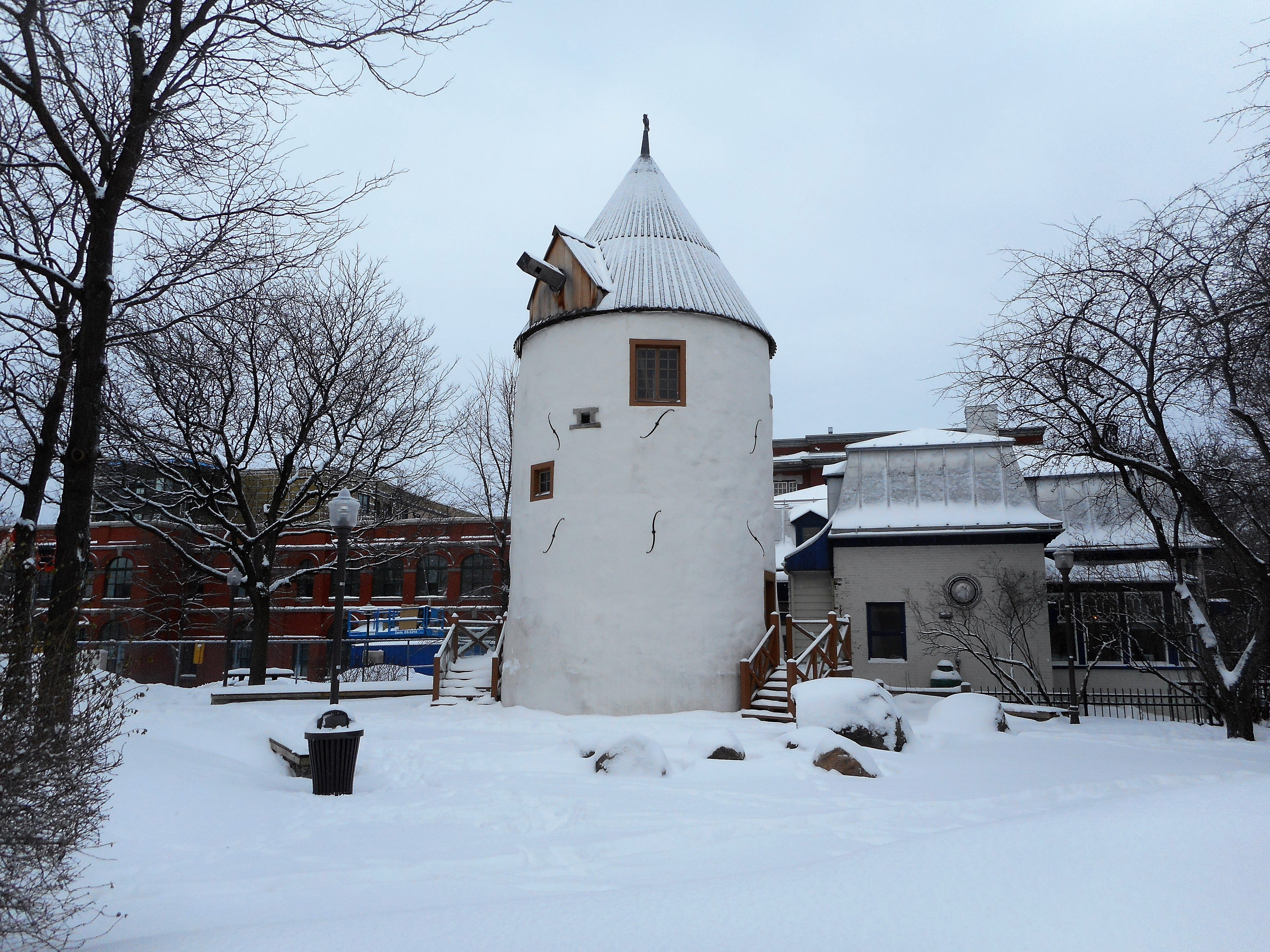
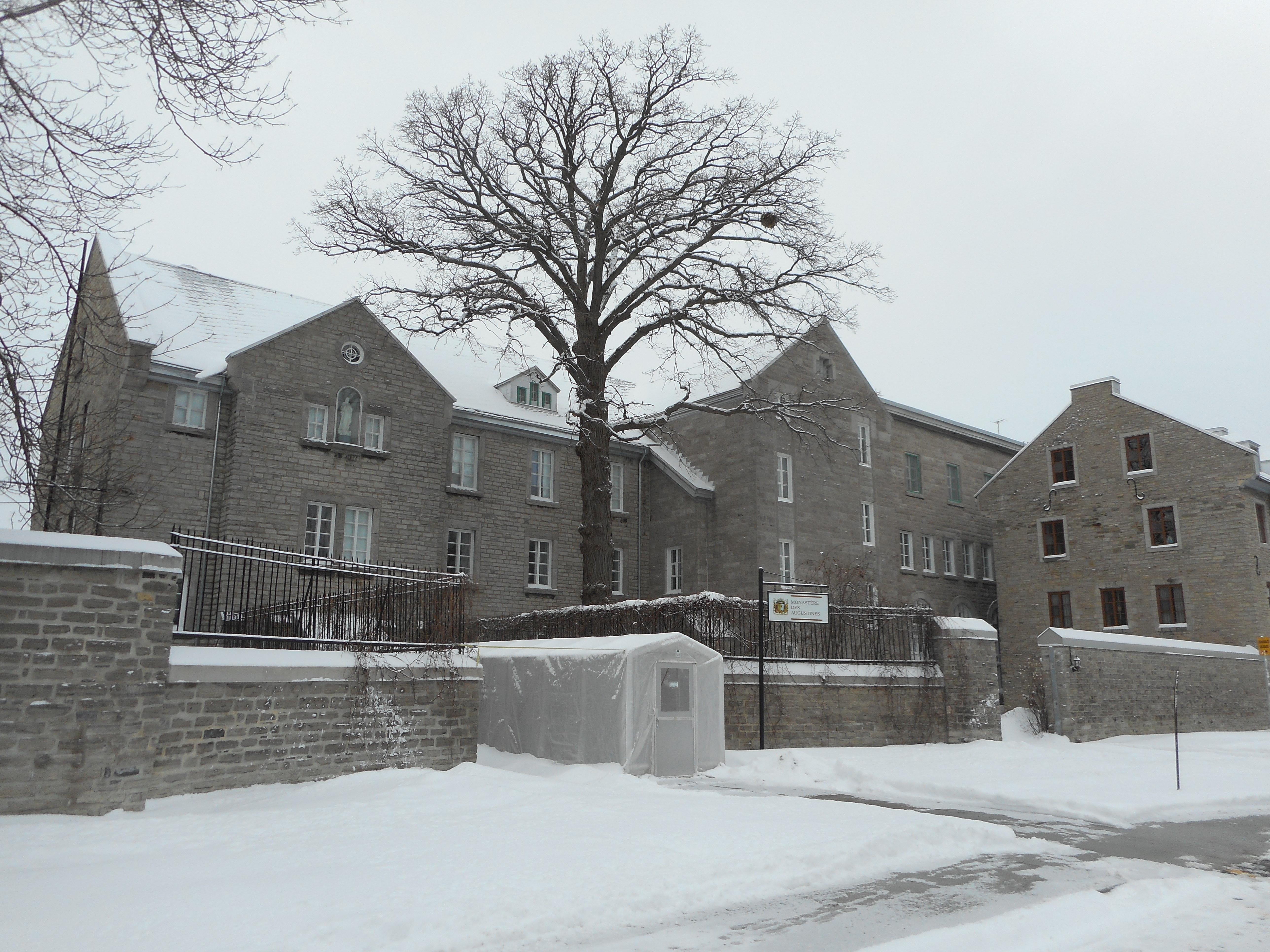
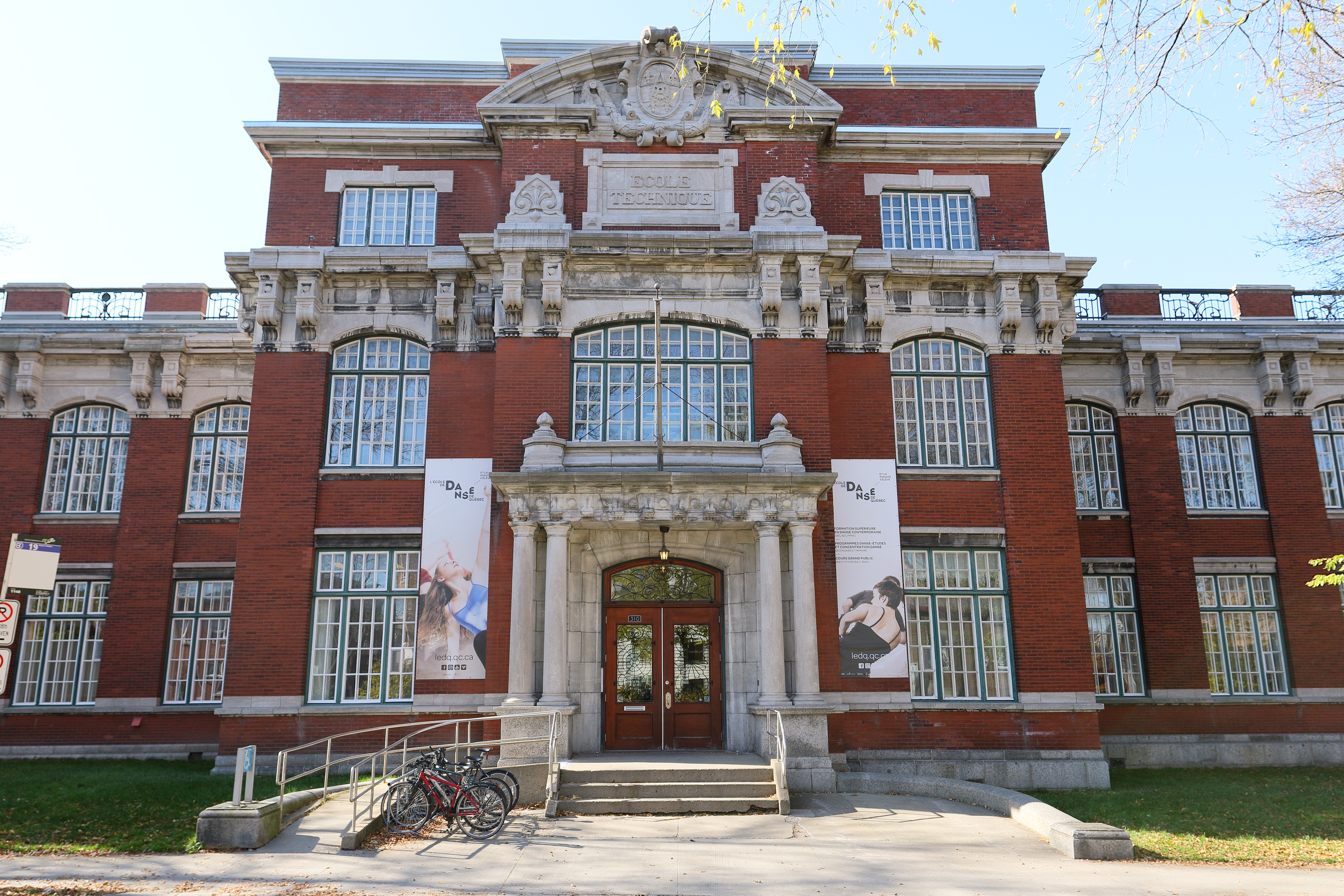